# Okano (Gabun)
Okano ist ein Departement in der Provinz Woleu-Ntem in Gabun und liegt im Norden, teilweise an der Grenze zu Äquatorialguinea. Das Departement hatte 2013 etwa 17.000 Einwohner.

## Gliederung
- Mitzic